# سبخة الحمر
سبخة الحمر أو ( سبخة الطرفى) هي سبخة (بحيرة جافة)، تقع في شرق المملكة العربية السعودية جنوب منفذ البطحاء بحوالي 25 كم، وبالقرب من الحدود مع الإمارات العربية المتحدة. يصب فيها وادي السهباء، وهي أشد نقطة انخِفاضًا عن مستوى البحر في المملكة حيث تنخفض 26 مترا عن مستوى سطح البحر.